# John Mensah
John Mensah (n. 29 noiembrie 1982), este un fotbalist ghanez, care joacă pentru Olympique Lyonnais și pentru Echipa națională de fotbal a Ghanei.

## Palmares
- Campionatul Mondial de Fotbal sub 20 Locul doi: 2001
- Campionatul Mondial de Fotbal Optimi: 2006
- Ghana 2008 Samsung Fair Play Award

Ghana
- Cupa Africii pe Națiuni Medalia de Bronz: 2008